# Powiat Rhein-Neckar
Powiat Rhein-Neckar – powiat w Niemczech, w kraju związkowym Badenia-Wirtembergia, w rejencji Karlsruhe, w regionie Rhein-Neckar. Stolicą powiatu jest miasto na prawach powiatu Heidelberg, które jednak do powiatu nie należy.

## Podział administracyjny
W skład powiatu Rhein-Neckar-Kreis wchodzi:
- 17 gmin miejskich (Stadt)
- 37 gmin wiejskich (Gemeinde)
- pięć wspólnot administracyjnych (Vereinbarte Verwaltungsgemeinschaft)
- pięć związków gmin (Gemeindeverwaltungsverband)

Miasta:
| Lp. | Nazwa miasta       | Ludność (31.12.2010) | Powierzchnia km² |
| --- | ------------------ | -------------------- | ---------------- |
| 1   | Eberbach           | 14.917               | 81,16            |
| 2   | Eppelheim          | 15.014               | 5,64             |
| 3   | Hemsbach           | 12.290               | 12,86            |
| 4   | Hockenheim         | 21.118               | 34,84            |
| 5   | Ladenburg          | 11.513               | 19,00            |
| 6   | Leimen             | 27.225               | 20,64            |
| 7   | Neckarbischofsheim | 3.863                | 26,41            |
| 8   | Neckargemünd       | 13.905               | 26,15            |
| 9   | Rauenberg          | 7.959                | 11,12            |
| 10  | Schönau            | 4.526                | 22,49            |
| 11  | Schriesheim        | 14.908               | 31,62            |
| 12  | Schwetzingen       | 21.789               | 21,63            |
| 13  | Sinsheim           | 35.392               | 127,01           |
| 14  | Waibstadt          | 5.723                | 25,27            |
| 15  | Walldorf           | 14.824               | 19,91            |
| 16  | Weinheim           | 43.682               | 58,11            |
| 17  | Wiesloch           | 26.034               | 30,26            |

Gminy:
| Lp. | Nazwa gminy                  | Ludność (31.12.2010) | Powierzchnia km² |
| --- | ---------------------------- | -------------------- | ---------------- |
| 1   | Altlußheim                   | 5.239                | 15,96            |
| 2   | Angelbachtal                 | 4.960                | 17,92            |
| 3   | Bammental                    | 6.468                | 12,16            |
| 4   | Brühl                        | 14.159               | 10,19            |
| 5   | Dielheim                     | 8.902                | 22,67            |
| 6   | Dossenheim                   | 12.507               | 14,14            |
| 7   | Edingen-Neckarhausen         | 14.379               | 12,04            |
| 8   | Epfenbach                    | 2.504                | 12,97            |
| 9   | Eschelbronn                  | 2.510                | 8,24             |
| 10  | Gaiberg                      | 2.704                | 4,15             |
| 11  | Heddesbach                   | 463                  | 8,21             |
| 12  | Heddesheim                   | 11.631               | 14,71            |
| 13  | Heiligkreuzsteinach          | 2.919                | 19,61            |
| 14  | Helmstadt-Bargen             | 3.706                | 27,95            |
| 15  | Hirschberg an der Bergstraße | 9.539                | 12,35            |
| 16  | Ilvesheim                    | 8.471                | 5,89             |
| 17  | Ketsch                       | 12.782               | 16,52            |
| 18  | Laudenbach                   | 6.051                | 10,29            |
| 19  | Lobbach                      | 2.400                | 14,91            |
| 20  | Malsch                       | 3.468                | 6,77             |
| 21  | Mauer                        | 3.928                | 6,30             |
| 22  | Meckesheim                   | 5.278                | 16,33            |
| 23  | Mühlhausen                   | 8.245                | 15,31            |
| 24  | Neidenstein                  | 1.786                | 8,48             |
| 25  | Neulußheim                   | 6.626                | 3,39             |
| 26  | Nußloch                      | 10.700               | 13,59            |
| 27  | Oftersheim                   | 11.192               | 12,78            |
| 28  | Plankstadt                   | 9.685                | 8,39             |
| 29  | Reichartshausen              | 2.035                | 10,00            |
| 30  | Reilingen                    | 7.139                | 16,35            |
| 31  | Sandhausen                   | 14.542               | 14,55            |
| 32  | Schönbrunn                   | 2.941                | 34,48            |
| 33  | Spechbach                    | 1.734                | 8,52             |
| 34  | St. Leon-Rot                 | 12.839               | 25,56            |
| 35  | Wiesenbach                   | 3.071                | 11,13            |
| 36  | Wilhelmsfeld                 | 3.258                | 4,75             |
| 37  | Zuzenhausen                  | 2.182                | 11,64            |

Wspólnoty administracyjne:
| Lp. | Nazwa wspólnoty administracyjnej | Ludność (31.12.2010) | Powierzchnia km² | Liczba gmin |
| --- | -------------------------------- | -------------------- | ---------------- | ----------- |
| 1   | Eberbach                         | 17.858               | 115,64           | 2           |
| 2   | Hemsbach                         | 18.341               | 23,15            | 2           |
| 3   | Hockenheim                       | 40.122               | 70,54            | 4           |
| 4   | Sinsheim                         | 42.534               | 156,57           | 3           |
| 5   | Wiesloch                         | 34.936               | 52,97            | 2           |

Związki gmin:
| Lp. | Nazwa związku gmin | Ludność (31.12.2010) | Powierzchnia km² | Liczba gmin |
| --- | ------------------ | -------------------- | ---------------- | ----------- |
| 1   | Elsenztal          | 15.850               | 54,30            | 5           |
| 2   | Neckargemünd       | 26.148               | 53,59            | 4           |
| 3   | Rauenberg          | 19.672               | 33,20            | 3           |
| 4   | Schönau            | 11.166               | 55,06            | 4           |
| 5   | Waibstadt          | 19.617               | 111,38           | 6           |

## Współpraca
- Vichy, Francja